# Catonetria
Catonetria caeca és una espècie d'aranya araneomorfa de la subfamília Erigoninae, dins de la família Linyphiidae.
És l'únic membre del gènere monotípic Catonetria.
Fou descrit per primera vegada per Alfred Frank Millidge i N. P. Ashmole l'any 1994,

## Distribució
És un endemisme de l'Illa de l'Ascensió.